# Stylaster scabiosus
Stylaster scabiosus is een hydroïdpoliep uit de familie Stylasteridae. De poliep komt uit het geslacht Stylaster. Stylaster scabiosus werd in 1935 voor het eerst wetenschappelijk beschreven door Broch. 